# Paul Katow

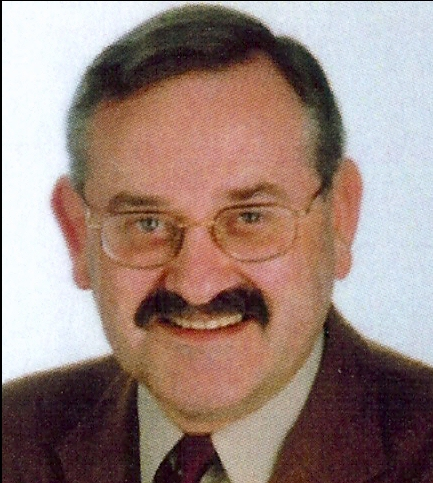
Paul Katow

Paul Katow (* 18. Dezember 1949 in Differdingen, Luxemburg; † 23. Juli 2008 in Luxemburg) war ein luxemburgischer Autor und Journalist.

## Leben
Katow wuchs zunächst im Stadtteil Oberkorn, ab 1956 in Niederkorn im Arbeitermilieu auf. Er besuchte die Grundschule in Niederkorn. Er absolvierte seine Abitur am Lycée de Garçons Esch-sur-Alzette, studierte später in Politikwissenschaften an der Université Libre de Bruxelles (1969–1970), Jura in Luxemburg (1970–1971) und Journalismus in Brüssel (1971–1973). Sein Berufsweg führte ihn zunächst für zwei Jahre (1973–1975) nach Baarn (Holland), wo er bei Philips als Textredakteur für Schallplatten für klassische Musik arbeitete. 1975 zog er wieder zurück nach Luxemburg und stand siebzehn Jahre lang (1976–1993) im Dienst der CLT, bevor er für zwei Jahre zum Regionalsender DNR wechselte. Von Oktober 1995 bis 1999 war er Chefredakteur beim soziokulturellen Radio 100,7. Von 1999 bis 2006 arbeitete er beim „Luxemburger Wort“ (La Voix).
Seit 1975 zeichnete Katow regelmäßig Comics für die Kinderzeitschrift Revue de la Jeunesse, für die Paul Bohnert die Texte lieferte.
Paul Katow veröffentlichte unter anderem zwei Bücher bei RTL-Edition: die Monographie Louis Spohr – Persönlichkeit und Werk (1983) über einen frühromantischen Komponisten, der seit einigen Jahren auf CD eine spektakuläre Renaissance erlebt, sowie den Band Überfahrene Hunde (1984) mit drei längeren Erzählungen. Seit der Wiederbelebung der „Cahiers Luxembourgeois“ im Jahre 1988 war Paul Katow dort regelmäßiger Mitarbeiter, mit Erzählungen und Artikeln über Anne Frank oder musikalische Themen (Dmitri Schostakowitsch, Eduard Tubin, Robert Schumann u. a.). Paul Katow publizierte ebenfalls zahlreiche Musikartikel im „Lëtzebuerger Land“ und im „Luxemburger Wort“.
Am 22. Juli 2008 wurde Katow, da er gegen 19 Uhr eine Kollegin mit einer Pistole auf den Kopf geschlagen hat, zur Fahndung ausgerufen. Am frühen Morgen des 23. Juli 2008 wurde er von der Polizei zwischen Gonderingen und Waldhof tot aufgefunden. Paul Katow hinterließ eine Frau und zwei Kinder.

## Werke
- Louis Spohr: Persönlichkeit und Werk. RTL-Editions, 1983. Ed. Phi, Echternach 1983, ISBN 2-87951-031-7.
- Überfahrene Hunde. RTL-Edition 1984, ISBN 2-87951-089-9.
- Die Steppe führt nach Luxemburg. (Roman) Ed. Les Cahiers luxembourgeois (CL), Luxembourg 1996.
- Einsame Jäger – Norderstedt.  Libri Books on. demand, 2003, ISBN 3-8311-4720-5.[2]